# Distrito de Fehérgyarmat
El distrito de Fehérgyarmat (húngaro: Fehérgyarmati járás) es un distrito húngaro perteneciente al condado de Szabolcs-Szatmár-Bereg.
En 2013 poseía 38 363 habitantes. Su capital es Fehérgyarmat.

## Municipios
El distrito tiene una ciudad (en negrita), 2 pueblos mayores (en cursiva) y 47 pueblos.
Ciudad
- Fehérgyarmat

Pueblos
- Botpalád
- Cégénydányád
- Csaholc
- Császló
- Csegöld
- Darnó
- Fülesd
- Gacsály
- Garbolc
- Gyügye
- Hermánszeg
- Jánkmajtis
- Kérsemjén
- Kisar
- Kishódos
- Kisnamény
- Kispalád
- Kisszekeres
- Kölcse
- Kömörő
- Magosliget
- Mánd
- Méhtelek
- Milota
- Nábrád
- Nagyar
- Nagyhódos
- Nagyszekeres
- Nemesborzova
- Olcsvaapáti
- Panyola
- Penyige
- Rozsály
- Sonkád
- Szamossályi
- Szamosújlak
- Szatmárcseke
- Tiszabecs
- Tiszacsécse
- Tiszakóród
- Tisztaberek
- Tivadar
- Tunyogmatolcs
- Túristvándi
- Túrricse
- Uszka
- Vámosoroszi
- Zajta
- Zsarolyán